# Three Castles Path
Het Three Castles Path (Nederlands: Pad der drie kastelen) is een wandelpad in Engeland dat loopt van Winchester Castle in Hampshire via de ruïnes van Odiham Castle (ook bekend als 'King John's Castle') naar Windsor Castle in Berkshire.
Het voetpad doet de steden New Alresford, Hartley Wintney, Sandhurst, Bracknell en Ascot en de dorpen Martyr Worthy, Itchen Abbas, Itchen Stoke, Upper Wield, Ellisfield, Bradley, Greywell, North Warnborough en Odiham aan. Het pad loopt door Trilakes Country Park, Ascot Racecourse, Windsor Great Park en vlak bij het Broadmoor Hospital. Een deel van het voetpadtracé volgt het jaagpad langs het Basingstoke Canal.